# Tonalità (musica)
Nella teoria musicale, la tonalità è un sistema di principi armonici e melodici che ordinano le note e gli accordi in una gerarchia di percepite relazioni, equilibri e tensioni.

## Introduzione generale alla tonalità
Le note della scala, e gli accordi costruiti su di esse, obbediscono a delle leggi che li pongono necessariamente in relazione rispetto alla tonica (tonica è la nota che dà il nome alla tonalità).
Generalmente per stabilire la tonalità di un brano si possono seguire tre semplici indicazioni:
- il numero di alterazioni subito dopo la chiave musicale (si veda la tabella più avanti).
- La prima e l'ultima nota o il primo e l'ultimo accordo del brano in questione, che sono rispettivamente - nella maggioranza dei casi - la tonica o l'accordo di tonica in stato fondamentale. Forniscono dunque un'ulteriore conferma data dall'analisi delle alterazioni d'impianto.
- Si può infine tener conto della risoluzione della sensibile, ossia della settima nota della scala in uso, che secondo le convenzioni dell'armonia tonale deve risolvere la propria tensione sulla tonica, la prima nota della scala. La sensibile dista mezzo tono dalla tonica nel caso di modo maggiore, mentre è assente nel modo minore a meno che il settimo grado della scala non venga innalzato di un semitono (tramite un'alterazione), raggiungendo così la distanza di un semitono dalla tonica.

La tonalità è scelta liberamente dal compositore del brano, spesso tenendo conto della difficoltà esecutiva o delle caratteristiche peculiari dello strumento e dell'organico di destinazione; si distingue in modo maggiore e modo minore, considerati reciprocamente "relativi". La tonalità prende il nome dal grado della scala cromatica che assume la massima importanza 
Do-Do♭_Re-Re♭_Mi-Mi♭_Fa-Fa♭_Sol-Sol♭
. Modo maggiore e modo minore possono essere applicati a partire da ognuna delle note della scala, generando così 24 tonalità: quando si utilizza (come è la norma nelle composizioni moderne) la scala temperata, che divide l'ottava in 12 semitoni uguali, alcune tonalità hanno gli stessi suoni (altezze) e gli stessi intervalli all'interno della scala, ma assumono nomi differenti sugli stessi gradi (tonalità enarmoniche), com'è ad esempio il caso di Do♯ e Re♭.
All'interno del brano la tonalità può cambiare e questo processo prende il nome di modulazione. I cambi tonali sono normalmente temporanei: così, nella composizione tonale, il trattamento da parte dell'autore dell'allontanamento del brano dal centro tonale e il suo ritorno ad esso costituisce gran parte del carattere del brano.

## Storia
Il periodo che viene definito tonale è normalmente compreso tra la prima metà del XVII secolo e il XIX secolo.
In precedenza la musica era definita modale ed era basata sugli otto modi di origine benedettina, suddivisi in quattro modi autentici (dorico, frigio, lidio, misolidio) e quattro modi plagali (ipodorico, ipoionico, ipofrigio, ipomisolidio).
Nel corso dei secoli i compositori hanno concentrato la propria attenzione armonica sui gradi "più forti" in senso tonale. Questa attenzione ha sviluppato nel corso dei secoli un notevole allargamento delle possibilità armoniche di questi gradi.
Nel corso del XIX secolo l'allargamento della tonalità raggiunge il suo massimo livello: i compositori, dopo aver esplorato tutti gli ambiti delle tonalità, iniziano a cercare nuove forme di espressione, introducendo il concetto di atonalità, ovvero di assenza della tonalità. Nel XX si assiste pertanto a nuove espressioni prodotte da avanguardie come la Scuola di Darmstadt, e tecniche come la serialità, la dodecafonia, il pancromatismo, il minimalismo, la musica elettronica nelle sue varie forme.

## Relazioni fra tonalità

### Tonalità relative
Le tonalità relative sono tonalità che hanno la stessa armatura, ovvero le stesse alterazioni. Nel sistema tonale moderno le tonalità relative sono a coppie, una maggiore e l'altra minore. Ogni tonalità maggiore ha per sesto grado la tonica della tonalità relativa minore, detta relativa minore o relativo minore, mentre ogni tonalità minore ha per terzo grado la tonica della tonalità relativa maggiore, detta relativa maggiore o relativo maggiore.
Note alla tabella:
- I diesis (♯) si segnano in armatura in chiave per quinte ascendenti secondo l'ordine fa-do-sol-re-la-mi-si, pertanto quando indicato "4♯" si intende l'armatura con fa♯-do♯-sol♯-re♯.
- I bemolli (♭) si segnano per quinte discendenti nell'ordine si-mi-la-re-sol-do-fa, pertanto "3 ♭" indica in armatura di chiave si♭-mi♭-la♭.

Esistono inoltre alcune tonalità più teoriche che effettivamente impiegate, la cui adeguata armatura in chiave richiederebbe dei doppi diesis e dei doppi bemolli, cosa del tutto inusuale; in sostanza sono delle tonalità omologhe particolari. Alcune di esse sono, in ordine: re♯ maggiore e si♯ minore (omologhe di mi♭ maggiore e do minore. Armatura: fa, do, sol♯, re♯, la♯, mi♯), mi♯ maggiore e do minore (omologhe di fa maggiore e re minore. Armatura: fa, do, sol, re, la♯, mi♯, si♯), fa♭ maggiore e re♭ minore (omologhe di mi maggiore e do♯ minore. Armatura: si♭♭, mi♭, la♭, re♭, sol♭, do♭), sol♯ maggiore e mi♯ minore (omologhe di la♭ maggiore e fa minore. Armatura: fa, do♯, sol♯, re♯, la♯), la♯ maggiore e fa minore (omologhe di si♭ maggiore e sol minore. Armatura: fa, do, sol, re♯, la♯, mi♯, si♯).
Contando separatamente anche le coppie di tonalità acusticamente equivalenti (ad esempio fa♯ maggiore e sol♭ maggiore), cioè le tonalità omologhe, si arriva a sommare un totale di trenta tonalità:

### Tonalità vicine
Le tonalità vicine sono tonalità, maggiori e relative minori, che differiscono per una sola alterazione, ovvero per un diesis o per un bemolle, in più o in meno nell'armatura.
Ciò significa che si avranno cinque "tonalità vicine" a una tonalità data:
- la relativa minore;
- quella con un'alterazione in più, compresa la relativa minore;
- quella con un'alterazione in meno, compresa la relativa minore.

Nella scrittura musicale vengono utilizzate per le modulazioni: infatti la triade formata sulla tonica delle tonalità vicine si trova già all'interno della tonalità di partenza e può quindi essere usata come ponte per raggiungere la nuova tonalità. Considerando la tonalità di Do maggiore come quella di partenza, si trova poi La minore (relativa minore di Do maggiore). Si procede poi con la tonalità avente un'alterazione in meno o in più: dato che Do maggiore non ha alcuna alterazione, aggiungendo un bemolle arriviamo a Fa maggiore; poi si prosegue con Re minore (relativa minore di Fa maggiore). Aggiungendo invece un diesis otteniamo Sol maggiore e Mi minore (relativa minore di Sol maggiore). Per Sol maggiore avremo invece: Mi minore (relativa minore), Re maggiore (un diesis in più) e Si minore (relativa minore di Re maggiore), Do maggiore (togliendo un diesis) e La minore (relativa minore di Do maggiore).

### Tonalità omologhe
Le tonalità omologhe sono tonalità che condividono gli stessi identici suoni dal punto di vista acustico, ma che sono rappresentate graficamente tramite un'armatura in chiave differente dovuta a principi enarmonici; ad esempio, sono tonalità omologhe fa♯ maggiore (6 diesis) e sol♭ maggiore (6 bemolli), si maggiore (5 diesis) e do♭ maggiore (7 bemolli) perché fa♯/sol♭ da una parte e si/do♭ dall'altra sono la stessa nota. L'enarmonia è tuttavia possibile solo nel temperamento equabile, dove la distanza fra i semitoni è sempre uguale; in un temperamento non equabile, come ad esempio quello mesotonico, le coppie fa♯/sol♭ e si/do♭ prima citate rappresentano entrambe due suoni distinti.

### Tonalità parallele
Le tonalità parallele sono tonalità che hanno la stessa tonica.

## Caratteristiche dell'impatto soggettivo delle tonalità
Molti teorici collegano le tonalità musicali ad una particolare sensazione che ne descrive l'impatto sull'uomo. Tali caratteristiche possono influenzare la scelta di una determinata tonalità da parte di un compositore. Beethoven, ad esempio, nello scrivere la sinfonia nº 5, sceglie la tonalità di Do minore, caratterizzata da un timbro cupo e grave; nello scrivere il concerto per violino e orchestra in Re maggiore, invece, sceglie tale tonalità perché allegra, limpida, sicura. Tuttavia la pratica di assegnare a ogni tonalità sensazioni e emozioni diverse deriva dalla differenza effettiva che esisteva tra esse prima dell'introduzione del Temperamento equabile; al giorno d'oggi infatti le varie tonalità sono identiche tra loro senza caratteristiche uniche e specifiche. 
La sola considerazione che si può fare è la distinzione tra tonalità maggiori e minori, infatti le prime hanno generalmente un timbro più allegro o in qualche modo positivo, mentre le seconde danno una sensazione di tristezza o malinconia.
Il risultato finale dipende comunque da molteplici fattori e rimane sempre soggettivo.